# Valira
Valira (katalonskoˈɡran bəˈɫiɾə) je največja reka v Andori, ki pa teče tudi po ozemlju Španije. 

## Tok reke
Reka Valira je pritok reke Segre; izlije se pri La Seu d'Urgellu. Reka Segre pa je pritok reke Ebro.

## Poimenovanje
V Andori reko poimenujejo Gran Valira (Velika Valira), ker je v Andori več rek s podobnim imenom in je zato potrebno med njimi razlikovati. V Španiji pa se reka imenuje zgolj Valira, ker je edina reka s tem nazivom. 

## Živalstvo
Reka Valira, kot tudi v njeni pritoki so bogati z ribami (postrvi, lososi) in vidre.